# Tiaja mexicana
Tiaja mexicana är en insektsart som beskrevs av Ball 1902. Tiaja mexicana ingår i släktet Tiaja och familjen dvärgstritar. Inga underarter finns listade i Catalogue of Life.